# Lijst van aartsbisschoppen van Lviv
Hieronder volgt een lijst van de aartsbisschoppen van Lviv. Het aartsbisdom Lviv werd in 1412 opgericht. 

## Aartsbisschoppen vanHalytsj
- 1375-1380 Maciej
- 1384-1390 Bernard
- 1391-1409 Jakub Strzemię (Jakub Strepa)
- 1410-1412 Mikołaj Trąba

## Aartsbisschoppen vanLviv
- 1412-1436 Jan Rzeszowski
- 1437-1450 Jan Odrowąż
- 1451-1477 Grzegorz z Sanoka
- 1480 Jan Długosz
- 1481-1488 Jan Strzelecki (Wątróbka)
- 1488-1503 Andrzej Boryszewski
- 1505-1540 Bernard Wilczek
- 1540-1554 Piotr Starzechowski
- 1555-1560 Feliks Ligęza
- 1561-1565 Paweł Tarło
- 1565-1575 Stanisław Słomowski
- 1576-1582 Jan Sieniński
- 1583-1603 Jan Dymitr Solikowski
- 1604-1614 Jan Zamoyski
- 1614-1633 Jan Andrzej Próchnicki
- 1633-1645 Stanisław Grochowski
- 1645-1653 Mikołaj Krosnowski
- 1654-1669 Jan Tarnowski
- 1670-1677 Albert Koryciński
- 1681-1698 Konstanty Lipski
- 1700-1709 Konstanty Zieliński
- 1710-1711 Mikołaj Popoławski
- 1713-1733 Jan Skarbek
- 1737-1757 Mikołaj Gerard Wyżycki
- 1757 Mikołaj Dembowski
- 1758-1759 Władysław Aleksander Łubieński
- 1760-1780 Wacław Hieronim Sierakowski
- 1780-1797 Ferdynand Onufry Kicki
- 1797-1812 Kajetan Ignacy Kicki
- 1815-1833 Andrzej Alojzy Ankwicz
- 1834-1835 Franciszek Ksawery Luschin
- 1835-1846 Franciszek Pisztek
- 1847-1848 Wacław Wilhelm Wacławiczek
- 1848-1858 Łulasz Baraniecki
- 1860-1884 Franciszek Ksawery Wierzchleyski
- 1885-1900 Seweryn Morawski
- 1900-1923 st. Józef Bilczewski
- 1923-1945 Bolesław Twardowski
- 1945-1962 Eugeniusz Baziak
  - 1962-1964 Michał Orliński (Apostolisch administrator te Lubaczów)
  - 1964-1973 Jan Nowicki (Apostolisch administrator te Lubaczów)
  - 1973-1983 Marian Rechowicz (Apostolisch administrator te Lubaczów)
  - 1983-1984 Stanisław Cały (Apostolisch administrator te Lubaczów)
  - 1984-1991 Marian Jaworski (Apostolisch administrator te Lubaczów)
- 1991-2008 Marian Jaworski
- 2008- heden Mieczysław Mokrzycki